# Fool Me Once
Fool Me Once (Engaños en Hispanoamérica y España) es una serie de televisión web británica producida por Quay Street Productions para la plataforma Netflix, y basada en la novela homónima de Harlan Coben. Protagonizada por Michelle Keegan, Richard Armitage, Adeel Akhtar, Emmett J. Scanlan y Joanna Lumley, fue estrenada mundialmente el 1 de enero de 2024.

## Sinopsis
Maya Stern (Michelle Keegan) trata de lidiar con la muerte de su esposo, pero tras verlo en la filmación de la cámara de seguridad de su casa, inicia una búsqueda de la verdad. Al mismo tiempo, sus sobrinos Abby y Daniel intentan averiguar más sobre el asesinato de su madre, y ven posibles conexiones entre ambos casos. 

## Elenco
- Michelle Keegan como Maya Stern
- Adeel Akhtar como Sami Kierce
- Natalie Anderson como Claire Walker
- Jade Anouka como Nicole Butler
- Richard Armitage como Joe Burkett
- Joe Armstrong como Alexander Dosman
- Dino Fetscher como Marty McGreggor
- Laurie Kynaston como Corey Rudzinski
- Joanna Lumley como Judith Burkett
- Hattie Morahan como Caroline Burkett
- James Northcote como Neil Burkett
- Emmett J. Scanlan como Shane Tessier
- Daniel Burt como Daniel Walker
- Craige Els como Coach Phil
- Marcus Garvey como Eddie Walker
- Dänya Griver como Abby Walker
- Natalia Kostrzewa como Izabella
- Adelle Leonce como Eva Finn

## Producción

### Desarrollo
Fool Me Once es una de las varias adaptaciones de novelas de Harlan Coben para Netflix. Danny Brocklehurst fue el guionista principal y productor ejecutivo, mientras que Nicola Shindler y Richard Fee sirvieron como productores por parte de Quay Street Productions. Los episodios fueron dirigidos por David Moore y Nimer Rashed.  Asimismo, el autor se desempeñó como productor ejecutivo.

### Rodaje
La fotografía principal de la serie se llevó a cabo entre febrero y agosto de 2023. Las locaciones de la producción se centraron en Manchester y en la Región del Noroeste de Inglaterra. Asimismo, las escenas de flashbacks de la protagonista en sus actividades militares fueron rodadas en Almería, España.

## Recepción
El sitio web de agregador de reseñas Rotten Tomatoes otorga a la serie un índice de aprobación del 75% con una calificación promedio de 5,9/10.